# Jasper Philipsen
Jasper Philipsen (født 2. marts 1998 i Mol) er en professionel cykelrytter fra Belgien, der er på kontrakt hos Alpecin-Deceuninck.
Philipsens første etapesejr i en Grand Tour kom på 15. etape af Vuelta a España 2020.

## Meritter
2015
 Belgisk mester i enkeltstart for juniorer
2016
 Belgisk mester i enkeltstart for juniorer
E3 Harelbeke for juniorer
2017
Paris-Tours Espoirs
 Samlet og 2. etape, Triptyque des Monts et Châteaux
 Pointtrøje og 4. etape, Girobio
2018
  Samlet og pointtrøje, samt 1. og 2. etape, Triptyque des Monts et Châteaux
3. etape, Girobio
4. etape, Tour of Utah
Gylne Gutuer
2019
5. etape, Tour Down Under
2020
 Pointtrøje, Tour Down Under
15. etape, Vuelta a España
1. etape, BinckBank Tour
3. etape, Tour du Limousin
2021
Scheldeprijs
6. og 7. etape, Tyrkiet Rundt
2. og 5. etape, Vuelta a España
Kampioenschap van Vlaanderen
Eschborn-Frankfurt
Grand Prix de Denain
Classique Paris-Chauny
2022
1. og 5. etape, UAE Tour
3. etape, Tyrkiet Rundt
2. etape, Belgien Rundt
15. og 21. etape, Tour de France
2023
3. og 7. etape, Tirreno-Adriatico
Classic Brugge-De Panne
Scheldeprijs
1. etape, Belgien Rundt
3., 4., 7. og 11. etape, Tour de France
1. etape, Renewi Tour
Kampioenschap van Vlaanderen
Gooikse Pijl
2024
2. etape, Tirreno-Adriatico
Milano-Sanremo
Classic Brugge-De Panne